# Csepregi Richárd
Csepregi Richárd (Budapest, 1985. július 27. –) magyar labdarúgó.

## Sikerei, díjai
- Ferencvárosi TC:
  - Magyar labdarúgó-bajnokság ezüstérmes: 2004–05
  - Magyar kupa döntős: 2004-2005